# Upplands runinskrifter 748
Upplands runinskrifter 748 är en vikingatida ristad sten av ljusröd granit i Kysinge, Husby-Sjutolfts socken och Enköpings kommun. Ristningen är rent ornamental och har alltså inga runor utan endast bild av ett djur. Stenen är 1,20 meter hög, 0,80 meter bred och 0,40 meter tjock. Den restes på sin nuvarande plats 1926.